# Eros Capecchi
Eros Capecchi (Castiglione del Lago, Úmbria, 13 de juny de 1986) fou un ciclista italià, professional des del 2006 fins al 2021.
En el seu palmarès destaca la victòria a la classificació general de la Bicicleta Basca de 2008 i una etapa al Giro d'Itàlia de 2011.

## Palmarès
- 2004
  -  Campió d'Itàlia junior
- 2008
  - 1r a la Bicicleta Basca i vencedor d'una etapa
- 2011
  - Vencedor d'una etapa al Giro d'Itàlia
- 2012
  - 1r al Gran Premi de Lugano

### Resultats al Tour de França
- 2010.83è de la classificació general

### Resultats al Giro d'Itàlia
- 2008. 99è de la classificació general
- 2009. No surt (15a etapa)
- 2010. No surt (7a etapa)
- 2011. 60è de la classificació general. Vencedor d'una etapa
- 2012. 37è de la classificació general
- 2013. 70è de la classificació general
- 2014. 79è de la classificació general
- 2016. 81è de la classificació general
- 2016. 81è de la classificació general
- 2017. 58è de la classificació general
- 2018. 49è de la classificació general
- 2019. 37è de la classificació general
- 2020. 87è de la classificació general

### Resultats a la Volta a Espanya
- 2009. Abandona (13a etapa)
- 2011. 21è de la classificació general
- 2012. 25è de la classificació general
- 2013. 24è de la classificació general
- 2017. 104è de la classificació general
- 2019. 121è de la classificació general